# Vorticisme
Vorticismen (lat. vortex ’hvirvel’) var en kortvarig retning inden for den bildende kunst der opstod i England i begyndelsen af 1900-tallet parallelt med kubismen og den italienske futurisme. Den så sig i modsætning til den akademiske tradition såvel som til impressionismen og forstod sig udtrykkeligt som et særligt engelsk bidrag til det moderne. Man hyldede kraftudviklingen og energien i det moderne maskinsamfund. Vorticismen anses for at være den eneste betydelige britiske bevægelse i det tidlige 1900-tal, men varede kun nogle få år; den overlevede ikke første verdenskrig.,
Betegnelsen vorticisme fik bevægelsen af Ezra Pound in 1913, skønt Wyndham Lewis, der ses som hovedfigur, allerede havde lavet malerier i samme stil et stykke tid, blandt andet til The Cave of the Golden Calf, en kabaret- og teaterklub i London: "Lewis' forrevne mønstre fremhævede klubbens karakter som futuristisk".
Vorticisterne udgav to numre af magasinet BLAST juni 1914 og juli 1915 som blev redigeret af Lewis. Det indeholdt indlæg af Ezra Pound og T. S. Eliot såvel som af vorticisterne selv.